# Company of Heroes (film)
Company of Heroes è un film del 2013 diretto da Don Michael Paul.

## Trama
Un gruppo di soldati americani, durante l'offensiva delle Ardenne nella seconda guerra mondiale, rimane dietro le linee nemiche, e fa una scoperta agghiacciante. Adolf Hitler sta sviluppando una super bomba, la bomba atomica. Scoperto ciò i soldati americani, con l'aiuto di un polacco e un inglese, decidono di fare il possibile per salvare il mondo, salvando il dottor Brünewald e la sua assistente/figlia Kestrel.

## Produzione

### Riprese
Il film è stato girato interamente a Sofia, in Bulgaria.

## Distribuzione
Il primo trailer del film viene pubblicato il 4 dicembre 2012.
Il film è stato distribuito direttamente nel mercato direct-to-video il 26 febbraio 2013, mentre in Italia il film è uscito il 27 marzo 2013 in DVD.